# Agoliinus malkini
Agoliinus malkini är en skalbaggsart som beskrevs av Hatch 1971. Agoliinus malkini ingår i släktet Agoliinus och familjen Aphodiidae. Inga underarter finns listade i Catalogue of Life.